# Haim Hazaz
Haim Hazaz ou Hayyîm Hazaz (en hébreu : חיים הזז), né le 16 septembre 1898 à Sydorovytchi en Ukraine, alors dans l'Empire russe et mort le 24 mars 1973 à Jérusalem, est un écrivain israélien.

## Biographie
Haim Hazaz se rend dans de grandes villes russes à partir de 1914 pour ses études. Fuyant les Bolcheviks, il part en Crimée en 1920, puis à Constantinople, et enfin à Paris en 1922, où il publie plusieurs nouvelles. Il émigre en 1931 à Tel Aviv puis à Jérusalem où il s'installe.

## Œuvres
- À la fin des temps (1933)
- Les meules brisées (1942)
- Toi qui demeures dans les jardins (1944)
- Pierres ardentes (1946)
- Les portes d'airain (1956)
- Dans un même carcan (1963)
- Cadran solaire (1973)
- La cloche et la grenade (1975)

## Récompenses
- Prix Bialik en 1942
- Prix Israël en 1953[1]